# Live At The House Of Blues, Cleveland 9.15.07
Live At The House Of Blues, Cleveland 9.15.07 е вторият концертен албум от канадската поп пънк група Sum 41, записан на 15 септември 2007 г. в „Домът на блуса“ в Кливланд, Охайо, и издаден 4 години по-късно, на 9 август 2011 г.

## Песни
1. Underclass Hero 5:45
2. The Hell Song 3:14
3. Motivation 4:36
4. We're All To Blame 6:12
5. Walking Disaster 5:41
6. Machine Gun 3:44
7. King Of Contradiction 3:34
8. In Too Deep 3:39
9. Over My Head (Better Off Dead) 2:59
10. Makes No Difference 8:38
11. Pieces 3:35
12. March Of The Dogs 4:16
13. Still Waiting 2:50
14. My Direction 2:53
15. Fat Lip 2:55
16. Pain For Pleasure 3:31